# مردان آهنین
مردان آهنین (با نام اولیه قوی‌ترین مردان ایران) یک مسابقه ورزشی تلویزیونی برای انتخاب قوی‌ترین مرد ایران و اعزام آنها به مسابقات جهانی است، که در سال‌های ۱۳۷۷، ۱۳۸۰، ۱۳۸۳ تا ۱۳۹۱، ۱۳۹۷، ۱۴۰۳ و ۱۴۰۴ از شبکه سه و شبکه ورزش پخش شده است.

## تاریخچه
ایده اولیه این برنامه توسط امید محمدیان امیری (رئیس سابق کنفدراسیون قوی‌ترین مردان آسیا) شکل گرفت و نخستین دوره این مسابقات تحت عنوان قوی‌ترین مردان ایران در سال ۱۳۷۷ به کارگردانی و تهیه‌کنندگی وی برگزار شد. مسابقاتی که به صورت هفتگی و طی ۲۶ هفته از شبکه سوم سیما پخش شد و با قهرمانی محراب فاطمی خاتمه یافت.
پس از اختلافاتی که میان امید محمدیان امیری و مدیران ورزشی شبکه سوم سیما به وجود آمد؛ نام این برنامه تلویزیونی از سال ۱۳۸۰ به مردان آهنین تغییر یافت و محمودرضا رضایی تهیه‌کنندگی آن را بر عهده گرفت. همچنین برخلاف رویه اولین دوره این مسابقات، پخش مسابقات مردان آهنین از سال ۱۳۸۰ در ایام نوروز و به صورت متمرکز انجام شد.
از سال ۱۳۸۳ به بعد کارگردانی و تهیه‌کنندگی این مسابقه تلویزیونی برعهده غلامعباس ق قنبری و محسن تقوی زنوز بوده است.
داور اصلی این برنامه در سال‌های ۱۳۷۷، ۱۳۸۰، ۱۳۸۳ تا ۱۳۹۱، ۱۳۹۷ و ۱۴۰۴ فرامرز خودنگاه بوده است، که عبدالله فلاحتی‌نژاد (۱۳۸۰–۱۳۸۳)، مهدی فاطمی (۱۳۸۴–۱۳۸۵)، محراب فاطمی (۱۳۸۶–۱۳۸۸ و ۱۴۰۴) و علی داداشی (۱۳۸۹) به عنوان داوران کمکی با او همکاری می‌کردند. در سال ۱۴۰۳ و در غیاب فرامرز خودنگاه، داوری این مسابقه بر عهده بابک غضبانی بود.
اجرای این مسابقه را محمدرضا فتاح‌حسینی (۱۳۷۷ و ۱۳۹۷)، رضا جاودانی (۱۳۸۰–۱۳۸۵ و ۱۳۸۷–۱۳۸۹)، جواد مولانیا (۱۳۸۶)، محمدامین نبی‌اللهی (۱۳۹۰–۱۳۹۱) و علی‌رام نورایی (۱۴۰۳–۱۴۰۴) بر عهده داشته‌اند.

## نتایج نهایی
| فصل | سال  | محل برگزاری | قهرمان         | نایب قهرمان    | مقام سوم       | مقام چهارم                   | مقام پنجم                   | مقام ششم        | مقام هفتم       | مقام هشتم       | مقام نهم      | مقام دهم   | منابع |
| --- | ---- | ----------- | -------------- | -------------- | -------------- | ---------------------------- | --------------------------- | --------------- | --------------- | --------------- | ------------- | ---------- | ----- |
| ۱   | ۱۳۷۷ | تهران       | محراب فاطمی    | حمید سلطان     | مهدی میرداوودی | مهدی فاطمی                   | فرهاد پناهی                 | اکبر غمگین      | —               | —               | —             | —          |       |
| ۲   | ۱۳۸۰ | بروجرد      | محراب فاطمی    | مجتبی ملکی     | مجید تلخابی    | مهدی فاطمی                   | علی داداشی                  | رضا گل‌محمدی     | حسین فاطمی      | حسین بجانی      | —             | —          |       |
| ۳   | ۱۳۸۳ | تهران       | رضا قرایی      | مجتبی ملکی     | روح‌الله داداشی | امیر قرایی                   | مهدی میرداوودی              | مجید دژبرار     | مهدی باقری      | مهدی پاشایی     | —             | —          |       |
| ۴   | ۱۳۸۴ | کیش         | محراب فاطمی    | مجتبی ملکی     | حسین فاطمی     | مجید تلخابی                  | کریم طالشی                  | مهدی باقری      | علی اسماعیلی    | محمد محمدی      | —             | —          |       |
| ۵   | ۱۳۸۵ | بندرعباس    | محراب فاطمی    | علی اسماعیلی   | حسین فاطمی     | آیدین ختائی                  | حمید قرایی                  | محمد محمدی      | —               | —               | —             | —          |       |
| ۶   | ۱۳۸۶ | بم          | رضا قرایی      | فرزاد موسی‌خانی | علی اسماعیلی   | روح‌الله داداشی               | حمید قرایی                  | محمد محمدی      | —               | —               | —             | —          |       |
| ۷   | ۱۳۸۷ | چابهار      | رضا قرایی      | حسن عبادی      | روح‌الله داداشی | علی اسماعیلی                 | محمد محمدی                  | حمید قرایی      | امیر قرایی      | جواد مافی       | —             | —          |       |
| ۸   | ۱۳۸۸ | بم          | روح‌الله داداشی | مسلم دارابی    | علی اسماعیلی   | محمد محمدی                   | مهرداد باجلان               | حامد امیری      | حمید قرایی      | مهدی نوروزی     | —             | —          |       |
| ۹   | ۱۳۸۹ | تهران       | روح‌الله داداشی | مسلم دارابی    | مهرداد باجلان  | محمد محمدی                   | محسن آخوندی                 | علیرضا قرایی    | محراب فاطمی     | علی اسماعیلی    | —             | —          |       |
| ۱۰  | ۱۳۹۰ | قشم         | مسلم دارابی    | علی اسماعیلی   | کمال شریفی     | کریم طالشی                   | نعمت جلالی                  | محسن آخوندی     | سعید باقرکاظمی  | —               | —             | —          |       |
| ۱۱  | ۱۳۹۱ | کیش         | مسلم دارابی    | نعمت جلالی     | حامد حق‌زارع    | محسن مسن‌آبادی                | مهرداد باجلان               | بهرام اکبری     | فرشید همتی      | —               | —             | —          |       |
| ۱۲  | ۱۳۹۷ | تهران       | محمد عزت‌پور    | پیمان ماهری‌پور | محسن مسن‌آبادی  | محمدرضا تازه‌رو               | علی نوکانی                  | سیروان سلیمانی  | حسن حسن‌آقایی    | فرامرز رحمانی   | —             | —          |       |
| ۱۳  | ۱۴۰۳ | کیش         | رضا قیطاسی     | علی‌اکبر جعفری  | علی فاضلی      | محمدرضا تازه‌رو               | امیر سهرابی                 | مالک جعفری      | میلاد عباس‌آبادی | محسن مسن‌آبادی   | —             | —          |       |
| ۱۴  | ۱۴۰۴ | کیش         | رضا قیطاسی     | علی فاضلی      | مالک جعفری     | محمدرضا تازه‌رو (چهارم مشترک) | حسین حسین‌زاده (چهارم مشترک) | بهروز ایرانشاهی | حسین وکیلی      | سجاد سلطانی‌نژاد | رامین فرج‌نژاد | عارف احمدی |       |

خلاصه نتایج:
| رده | نام            | قهرمانی | نایب قهرمانی | مقام سومی |
| --- | -------------- | ------- | ------------ | --------- |
| ۱   | محراب فاطمی    | ۴       | ۰            | ۰         |
| ۲   | رضا قرایی      | ۳       | ۰            | ۰         |
| ۳   | مسلم دارابی    | ۲       | ۲            | ۰         |
| ۴   | روح‌الله داداشی | ۲       | ۰            | ۲         |
| ۵   | رضا قیطاسی     | ۲       | ۰            | ۰         |
| ۶   | محمد عزت‌پور    | ۱       | ۰            | ۰         |
| ۷   | مجتبی ملکی     | ۰       | ۳            | ۰         |
| ۸   | علی اسماعیلی   | ۰       | ۲            | ۲         |
| ۹   | علی فاضلی      | ۰       | ۱            | ۱         |
| ۱۰  | حمید سلطان     | ۰       | ۱            | ۰         |
| ۱۰  | فرزاد موسی‌خانی | ۰       | ۱            | ۰         |
| ۱۰  | حسن عبادی      | ۰       | ۱            | ۰         |
| ۱۰  | نعمت جلالی     | ۰       | ۱            | ۰         |
| ۱۰  | پیمان ماهری‌پور | ۰       | ۱            | ۰         |
| ۱۰  | علی‌اکبر جعفری  | ۰       | ۱            | ۰         |
| ۱۱  | حسین فاطمی     | ۰       | ۰            | ۲         |
| ۱۲  | مهدی میرداوودی | ۰       | ۰            | ۱         |
| ۱۲  | مجید تلخابی    | ۰       | ۰            | ۱         |
| ۱۲  | مهرداد باجلان  | ۰       | ۰            | ۱         |
| ۱۲  | کمال شریفی     | ۰       | ۰            | ۱         |
| ۱۲  | حامد حق‌زارع    | ۰       | ۰            | ۱         |
| ۱۲  | محسن مسن‌آبادی  | ۰       | ۰            | ۱         |
| ۱۲  | مالک جعفری     | ۰       | ۰            | ۱         |

## برندگان اخلاق
| سال  | محل برگزاری | مرد اخلاق                |
| ---- | ----------- | ------------------------ |
| ۱۳۷۷ | تهران       | کاظم غمگین               |
| ۱۳۸۰ | بروجرد      | منصور رستم‌زاده           |
| ۱۳۸۳ | تهران       | احمد افشار               |
| ۱۳۸۴ | کیش         | رحیم عسگری و مهدی باقری  |
| ۱۳۸۵ | بندرعباس    | علی داداشی و سیاوش برفان |
| ۱۳۸۶ | بم          | مهدی باقری               |
| ۱۳۸۷ | چابهار      | کمال شریفی               |
| ۱۳۸۸ | بم          | حسن علیار و سیاوش برفان  |
| ۱۳۸۹ | تهران       | غیاث احمدی و حسین رسولی  |
| ۱۳۹۰ | قشم         | امیرحسین یاوری           |
| ۱۳۹۱ | کیش         | نعمت جلالی               |
| ۱۳۹۷ | تهران       | –                        |
| ۱۴۰۳ | کیش         | رضا قیطاسی               |
| ۱۴۰۴ | کیش         | متین علی‌محمدی            |

## رکوردها
- بیشترین قهرمانی:

محراب فاطمی (۴ مرتبه)
- بیشترین مقام دوم:

مجتبی ملکی (۳ مرتبه)
- بیشترین مقام سوم:

روح‌الله داداشی، علی اسماعیلی و حسین فاطمی (۲ مرتبه)
- بیشترین حضور در فینال:

علی اسماعیلی (۷ مرتبه)
- بیشترین قهرمانی متوالی:

محراب فاطمی، رضا قرایی، روح‌الله داداشی، مسلم دارابی و رضا قیطاسی (۲ مرتبه)

## مردان آهنین بین‌المللی
بلافاصله پس از پایان چهاردهمین دوره مسابقات؛ یک دوره ویژه مسابقه تحت عنوان مردان آهنین بین‌المللی در کیش برگزار شد که در ایام نوروز ۱۴۰۴ از شبکه سه و شبکه ورزش پخش شد. اجرای این مسابقه بر عهده علی‌رام نورایی بود، و فرامرز خودنگاه به عنوان سرداور و با کمک بابک غضبانی و علیرضا ظرفچی این رقابت را قضاوت کرد.
این مسابقه با حضور۶ ورزشکار ایرانی و ۵ ورزشکار نه چندان باکیفیت خارجی برگزار شد؛ که در رقابتی بسیار نزدیک رامین فرج‌نژاد موفق شد بالاتر از رضا قیطاسی به مقام قهرمانی برسد. پس این دو، محمدرضا تازه‌رو به مقام سوم رسید و همچنین عنوان مرد اخلاق مسابقات را نیز کسب کرد.

## حاشیه‌ها و انتقادات
عدم انجام آزمایش دوپینگ و استفاده نامحدود از داروهای غیرمجاز از جمله مشکلاتی بوده که منتقدان به این رقابت‌ها وارد کرده‌اند. مجله ورزشی تماشاگر (به مدیر مسئولی علیرضا دبیر) در یک مقاله به نمونه‌های مستندی از بزهکاری‌های تعدادی از قهرمانان مردان آهنین اشاره کرد؛ که شامل دزدی، کلاهبرداری، زورگیری و سوء استفاده جنسی از دختران می‌شد.
در سال ۱۳۸۳ و در زمان ضبط برنامه قوی‌ترین مردان، تعدادی از ورزشکاران این مسابقات با یکدیگر درگیر شده و با سلاح سرد چنان یکدیگر را مضروب کردند؛ که عده‌ای به بیمارستان منتقل شدند و مأمورین پلیس هم ضاربان را دستگیر کردند.
از جمله مهم‌ترین اتفاقات رخ داده در مورد ورزشکاران این مسابقات می‌توان به قتل روح‌الله داداشی در یک درگیری خیابانی، به قتل رساندن یک فرد توسط امیر قرایی و سپس متواری شدن وی، حمله با سلاح سرد به علی اسماعیلی، حمله با سلاح گرم به رامین فرج‌نژاد و همچنین سانحه شدید رانندگی حامد امیری در آذر ماه ۱۳۹۱ که منجر به قطع نخاع وی گردید؛ اشاره کرد.

## رقابت‌های مشابه
علاوه بر مسابقات مردان آهنین، رقابت‌های مشابه دیگری برای تعیین قوی‌ترین مرد ایران در سالیان اخیر برگزار شده است؛ که از مهم‌ترین این رقابت‌ها می‌توان به مسابقات کشوری قوی‌ترین مردان ایران اشاره کرد.
در بین سالهای ۱۳۷۸ تا ۱۳۸۳، رقابت‌هایی تحت عنوان قوی‌ترین مردان ایران در ابتدا زیر نظر امید محمدیان امیری آغاز شد؛ که شیوه برگزاری این مسابقات به صورت رقابت‌های انفرادی بود. ورزشکارانی همچون مجتبی ملکی، حمید سلطان، مهدی میرداوودی، محراب فاطمی، رضا قرایی و حسین فاطمی سابقه قهرمانی در این مسابقات را دارند.
از سال ۱۳۸۴ و با تأسیس رسمی فدراسیون بدنسازی و پرورش اندام ایران، اولین دوره مسابقات کشوری قوی‌ترین مردان ایران برگزار شد؛ که شیوه برگزاری این مسابقات به صورت رقابت‌های تیمی و باشگاهی تغییر کرد. ورزشکارانی همچون مجید تلخابی، فرزاد موسی‌خانی، علی اسماعیلی، روح‌الله داداشی، مسلم دارابی، مهرداد باجلان، حامد حق‌زارع، محسن سهراب‌فر، علی پالیوند، رامین فرج‌نژاد، محمد عزت‌پور، محسن مسن‌آبادی و رضا قیطاسی سابقه قهرمانی در این مسابقات را دارند.
از سال ۱۳۸۴ همچنین مسابقاتی تحت عنوان قویترین مردان پایتخت در طی چندین دوره برگزار شده است، که دوره اول این رقابت‌ها با قهرمانی رضا قرایی به پایان رسید.
در سال ۱۳۹۳ نیز یک سری مسابقه تحت عنوان مردان پولادین با اجرای محمود شهریاری برگزار شد، که از طریق شبکه رسانه خانگی پخش شد. در پایان این رقابت، پیمان ماهری‌پور به مقام قهرمانی رسید.